# Исследование Solidarity
Исследование Solidarity (с англ. — «солидарность») — многонациональное клиническое исследование III—IV фазы, организованное Всемирной организацией здравоохранения (ВОЗ) и её партнерами для сравнения четырёх непроверенных методов лечения госпитализированных людей с тяжелой формой COVID-19. Об исследовании было объявлено 18 марта 2020 года и по состоянию на 1 июля в нём участвовало более 100 стран. Наряду с исследованием RECOVERY данное исследование стало одним из самых обсуждаемых в средствах массовой информации.
В мае ВОЗ объявила о создании международной коалиции для параллельной разработки нескольких вакцин-кандидатов против COVID-19, назвав это исследованием вакцин Solidarity.
15 октября в виде препринта были опубликованы результаты шестимесячного исследования, в котором принимало участие более 30 стран. Отмечается, что ни гидроксихлорохин, ни комбинация лопинавира с ритонавиром, ни ремдесивир, ни интерферон бета-1a не оказали значимого влияния на смертность на 28 день болезни или течение курса заболевания среди госпитализированных больных. Неэффективность гидроксихлорохина и комбинации лопинавира с ритонавиром также была доказана исследованием RECOVERY.

## Исследование терапий-кандидатов в рамках Solidarity
Испытание предназначено для быстрой оценки потенциальной эффективности существующих противовирусных и противовоспалительных средств, изначально не предназначенных для лечения COVID-19, среди тысяч людей, инфицированных данным заболеванием. Данный процесс называется перепрофилированием уже одобренного препарата для лечения другого заболевания.
Проект Solidarity разработан так, чтобы дать быстрые ответы на ключевые клинические вопросы:
- Снижают ли какие-либо препараты смертность?
- Уменьшает ли какой-либо из препаратов время пребывания в стационаре?
- Влияет ли лечение пациентов с пневмонией, вызванной COVID-19, на необходимость вентиляции лёгких или содержания в отделениях интенсивной терапии?
- Можно ли использовать такие препараты для минимизации заболеваемости инфекцией COVID-19 среди медицинского персонала и у людей с высоким риском развития тяжелого заболевания?

Набор людей, инфицированных COVID-19, упрощается за счёт обработки данных пациентов на сайте ВОЗ, включая информированное согласие на лечение. После того, как исследователи определят, какие лекарства доступны в больнице, веб-сайт ВОЗ рандомизирует госпитализированных пациентов по одному из исследуемых препаратов или по стандартному стационарному лечению COVID-19. Врач исследования записывает и отправляет последующую информацию о статусе субъекта и лечении, завершая ввод данных через веб-сайт Solidarity. Дизайн исследования Solidarity не является двойным слепым, что обычно является стандартом для высококачественных клинических испытаний, однако упрощённый дизайн обусловлен необходимостью быстрых и качественных исследований среди многих больниц в разных странах. Глобальная комиссия по мониторингу безопасности, состоящая из врачей ВОЗ, изучает промежуточные результаты, чтобы помочь в принятии решений о безопасности и эффективности исследуемых препаратов, а также вносить изменения в дизайн исследования или рекомендовать эффективную терапию. Аналогичное исследование под названием «Discovery» было инициировано в марте Французским национальным институтом здоровья и медицинских исследований среди семи стран.
Исследование Solidarity стремится координировать множество больниц в разных странах, включая те страны, где инфраструктура клинических исследований плохо развита. По словам Джона-Арне Рёттингена, исполнительного директора Исследовательского совета Норвегии и председателя международного руководящего комитета исследования Solidarity, исследование будет считаться эффективным, если в ходе лечения будет выявлено «сокращение доли пациентов, нуждающихся в аппаратах искусственной вентиляции лёгких примерно на 20 %, что может оказать огромное влияние на национальные системы здравоохранения».

### Адаптивный дизайн
По словам генерального директора ВОЗ, цель исследования — «резко сократить время, необходимое для получения надежных доказательств в пользу работающих лекарств» при использовании «адаптивного дизайна». В исследованиях Solidarity и Discovery применяется адаптивный дизайн для быстрого изменения параметров исследования по мере появления результатов четырёх экспериментальных терапевтических стратегий.
Адаптивные дизайны в рамках прохождения фазы III—IV клинических испытаний могут сократить продолжительность испытаний и использовать меньшее количество предметов исследования, возможно, ускоряя решения о досрочном прекращении исследования, чтобы сократить расходы, если промежуточные результаты оказались отрицательными. Если проект Solidarity продемонстрирует первые признаки успеха, можно будет быстро внести изменения в дизайн исследования в разных странах, участвующих в проекте, чтобы улучшить общие результаты для затронутых людей и быстрее начать терапевтическое использование препарата.

## Кандидаты на лечение в стадии изучения
Отдельные или комбинированные препараты, изучаемые в проектах Solidarity и Discovery, уже одобрены для лечения других заболеваний. К этим препаратам относятся:
- ремдесивир,
- комбинация лопинавира и ритонавира,
- комбинация лопинавира и ритонавира в сочетании с бета-интерфероном,
- гидроксихлорохин или хлорохин (прекращено из-за отсутствия пользы в июне 2020 года[16]).

Из-за проблем с безопасностью и наличия доказательств сердечных аритмий, ведущих к более высокому уровню смертности, ВОЗ приостановила группу гидроксихлорохина в исследовании Solidarity в конце мая 2020 года, следом исследование было возобновлено, однако затем снова отозвано, поскольку промежуточный июньский анализ показал, что гидроксихлорохин не приносит пользы госпитализированным пациентам с тяжёлыми формами COVID-19.

## Поддержка проекта и участие в нём
По состоянию на конец марта финансирование испытания Solidarity достигло 100 миллионов долларов США. Пожертвования поступали от правительств, компаний, фондов, благотворительных организаций. Индивидуальные пожертвования составили 200 000 долларов США. При этом 45 стран приняли участие в исследовании. По состоянию на март 2020 участие в проекте было подтверждено Аргентиной, Бахрейном, Канадой, Францией, Ираном, Норвегией, Южной Африкой, Испанией, Швейцарией и Таиландом.

## Исследование Solidarity вакцин-кандидатов
ВОЗ создала многонациональную коалицию ученых-вакцинологов, задачей которых является определение Глобального профиля целевого продукта для COVID-19, который описывает предпочтительные характеристики безопасных и эффективных вакцин по двум широким категориям: «вакцины для долгосрочной защиты людей из группы повышенного риска заражения COVID-19, например, медицинских работников», и другие вакцины, задачей которых является обеспечение быстрого иммунного ответа при возникновении новых вспышкек. Международная команда данного профиля была сформирована для:
- оценки разработки наиболее перспективных вакцин-кандидатов;
- отслеживания вакцин-кандидатов и их клинических испытаний во всем мире с публикацией часто обновляемой карты вакцин, находящихся в разработке[23];
- быстрой оценки и проверки наиболее многообещающих вакцин-кандидатов до их тестирования на людях;
- разработки и координирования международного рандомизированного контролируемого исследования Solidarity по части вакцин[24], чтобы обеспечить возможность одновременной оценки преимуществ и рисков различных вакцин-кандидатов при клинических испытаниях в странах с высокими показателями заболевания COVID-19, обеспечивая быструю интерпретацию и обмен результатами по всему миру[25].